# Секирка
Секирка (болг. Секирка) — село в Болгарии. Находится в Кырджалийской области, входит в общину Кирково. Население составляет 47 человек.

## Политическая ситуация
В местном кметстве Самокитка, в состав которого входит Секирка, должность кмета (старосты) исполняет Мохамед Расим Емурла (Движение за права и свободы (ДПС)) по результатам выборов правления кметства.
Кмет (мэр) общины Кирково —  Шукран Кязим Идриз (Движение за права и свободы (ДПС)) по результатам выборов в правление общины.